# Magadán
Magadán (del ruso: Магада́н) es una ciudad, centro administrativo del óblast de Magadán, Rusia, fundada en 1929. Tiene puerto en el mar de Ojotsk. La construcción y la pesca son las mayores industrias de la ciudad, cuyo puerto es accesible de mayo a diciembre. También posee un aeropuerto situado a 50 kilómetros al norte de la ciudad.
El nombre original de la ciudad fue Nagáyevo, y fue capital del Distrito Nacional Evén-Ojotsk. Magadán es una ciudad aislada, solo hay dos carreteras de un solo carril, una hacia Kamchatka y la otra hacia la ciudad más próxima Yakutsk, a 2032 km, en la Autopista de Kolimá, conocida como la Ruta de los huesos. Tiene una enorme catedral en construcción y una escultura en memoria de las víctimas de Stalin llamada La máscara del dolor, obra del escultor Ernst Neizvestny.
Durante la era de Stalin (Iosif Dzhugashvili), Magadán fue el mayor lugar de paso de los prisioneros a los campos de trabajo. Era el centro del Dalstrói, complejo del sistema  de campos de trabajos forzados del Gulag.

## Historia

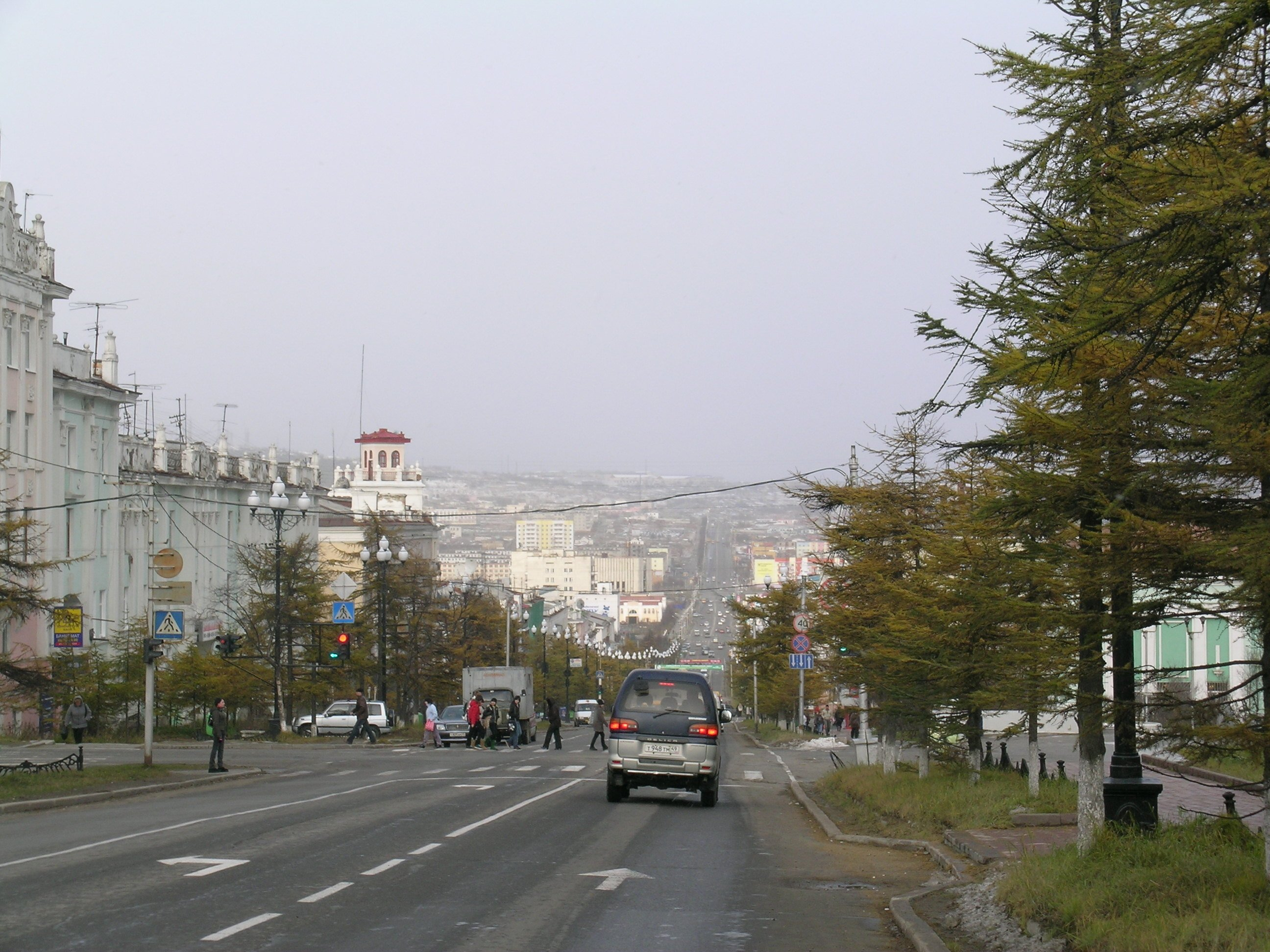
Calle Lenin en Magadán

Magadán fue fundada en 1930 en la ribera del río Magadán, cerca del asentamiento de Nagáyevo, que en la actualidad ha pasado a ser un distrito más de la ciudad. Durante la época de Iósif Stalin, Magadán fue un importante centro de tránsito para prisioneros de guerra enviados a campos de trabajo (llamados Gulag durante la Unión Soviética). 
De 1932 a 1953, fue el centro administrativo de la mayor explotación minera de oro de la Dalstrói, una organización del NKVD encargada de los campos de trabajo. La ciudad más tarde sirvió como puerto para la exportación de oro y otros metales extraídos en la región de Kolymá. La población creció rápidamente gracias a la extracción de metal. Magadán alcanzó el título de ciudad el 14 de julio de 1939.
Magadán se transformó temporalmente en un pueblo Potiomkin para marcar una visita oficial del vicepresidente de Estados Unidos Henry Wallace en mayo de 1944. Wallace elogió la ciudad y el amplio desarrollo económico y comercial de la URSS, y precisamente debido al desacuerdo respecto a su política hacia la Unión Soviética, el Partido Demócrata de los Estados Unidos descartó a Wallace y optó por Harry S. Truman.
Magadán ha experimentado un descenso constante de la población desde la caída de la Unión Soviética: ha pasado de tener 155.000 habitantes en 1991 a tener 92.782 en 2018.

## Galería

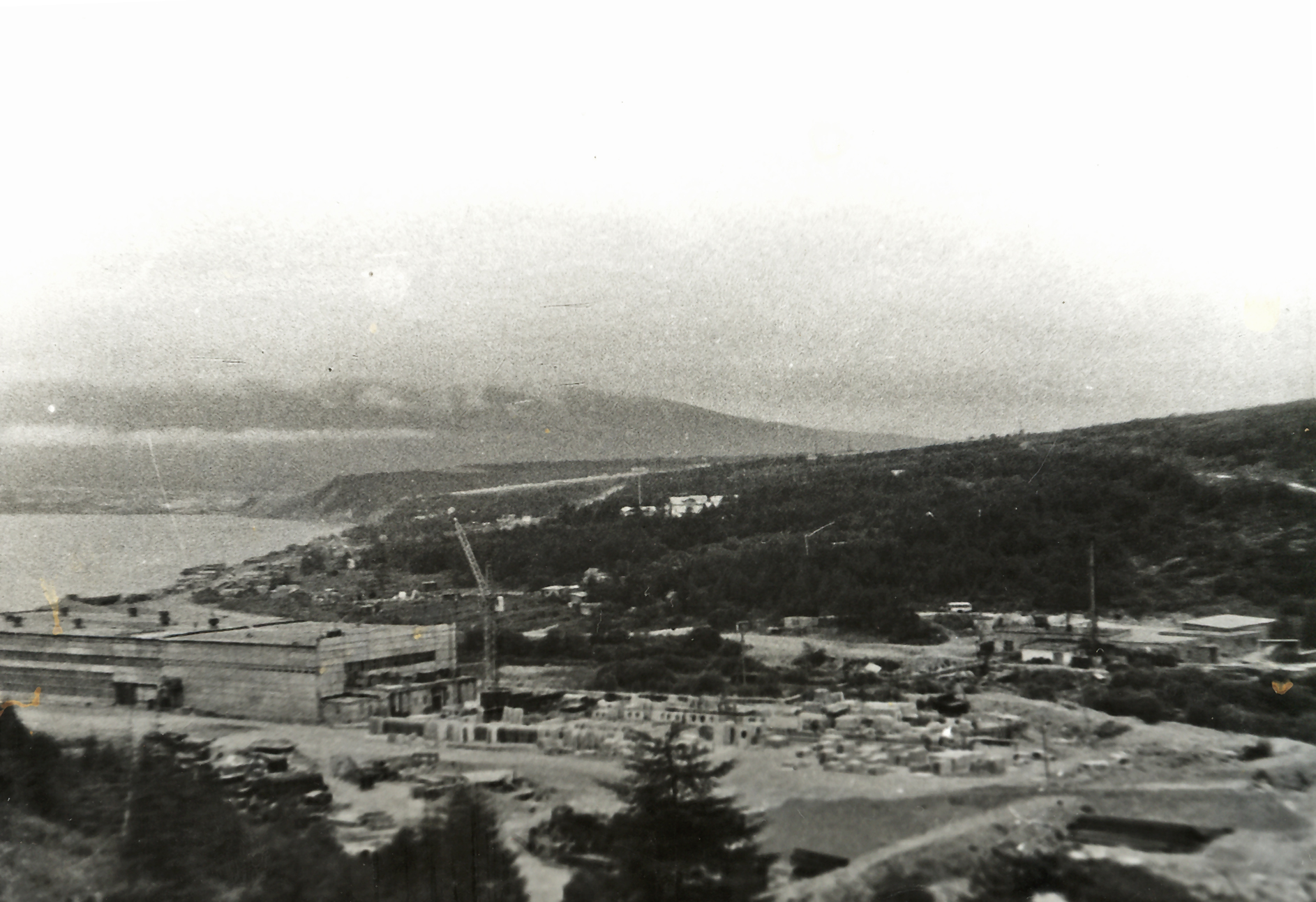
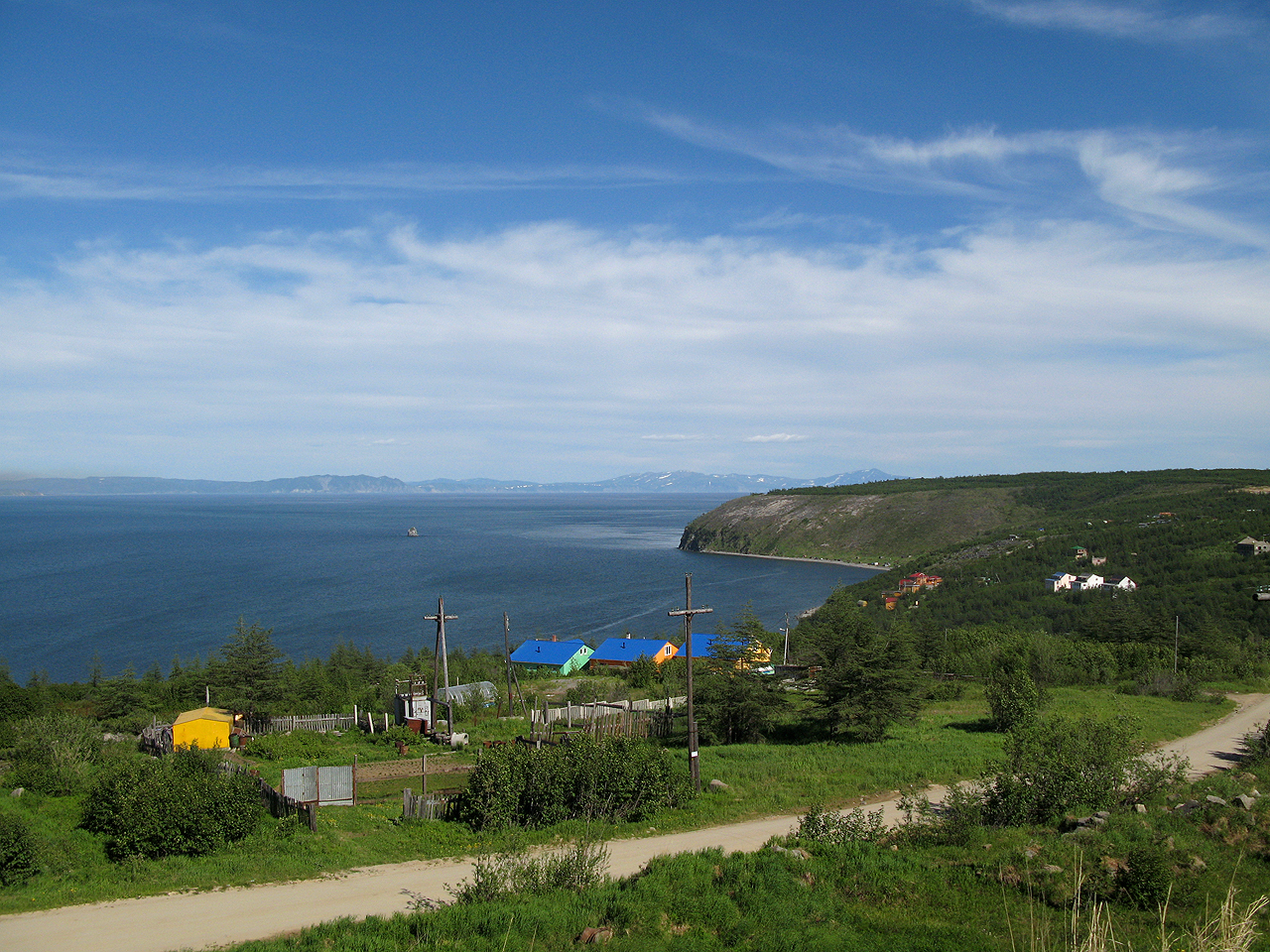
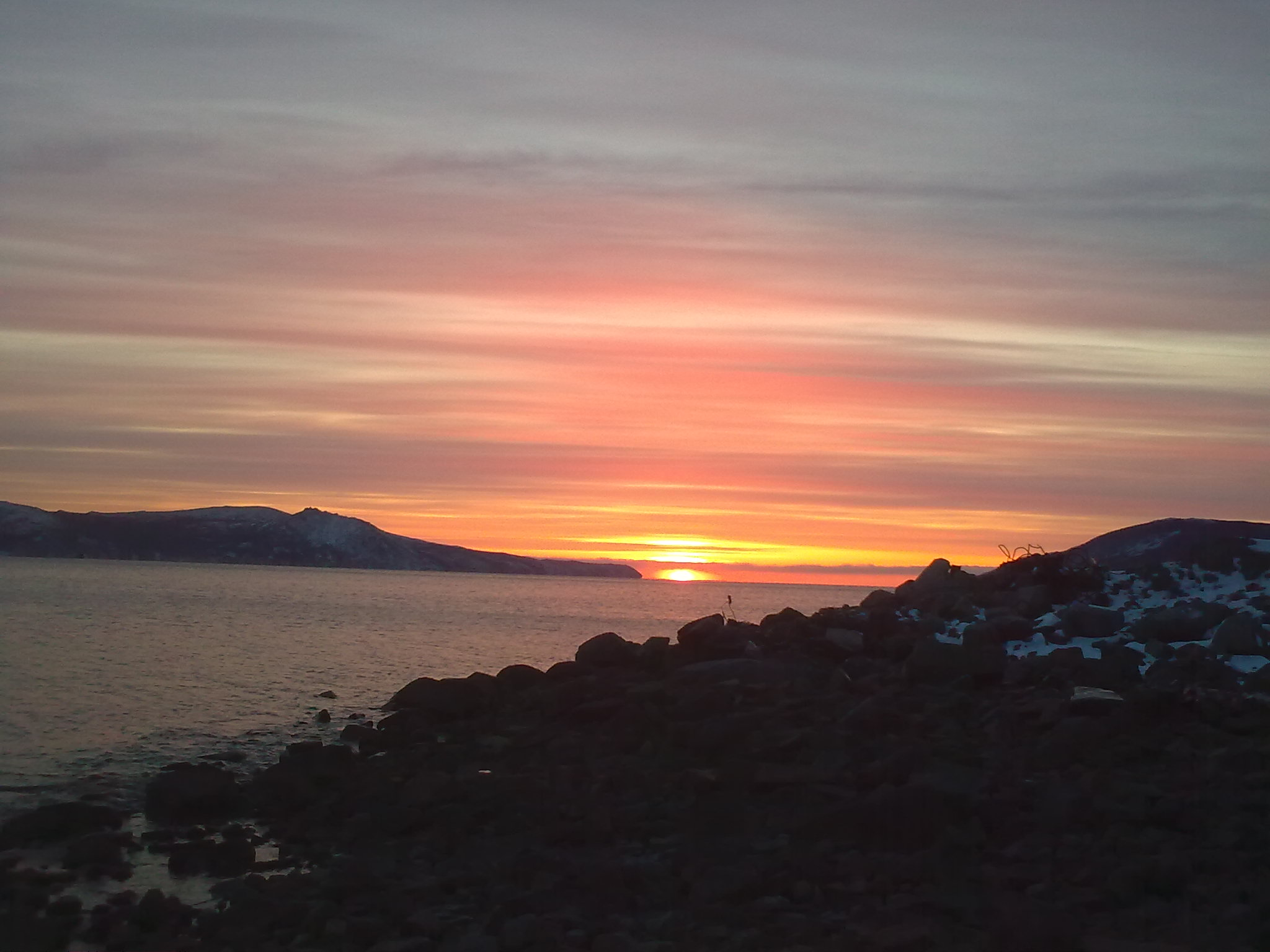
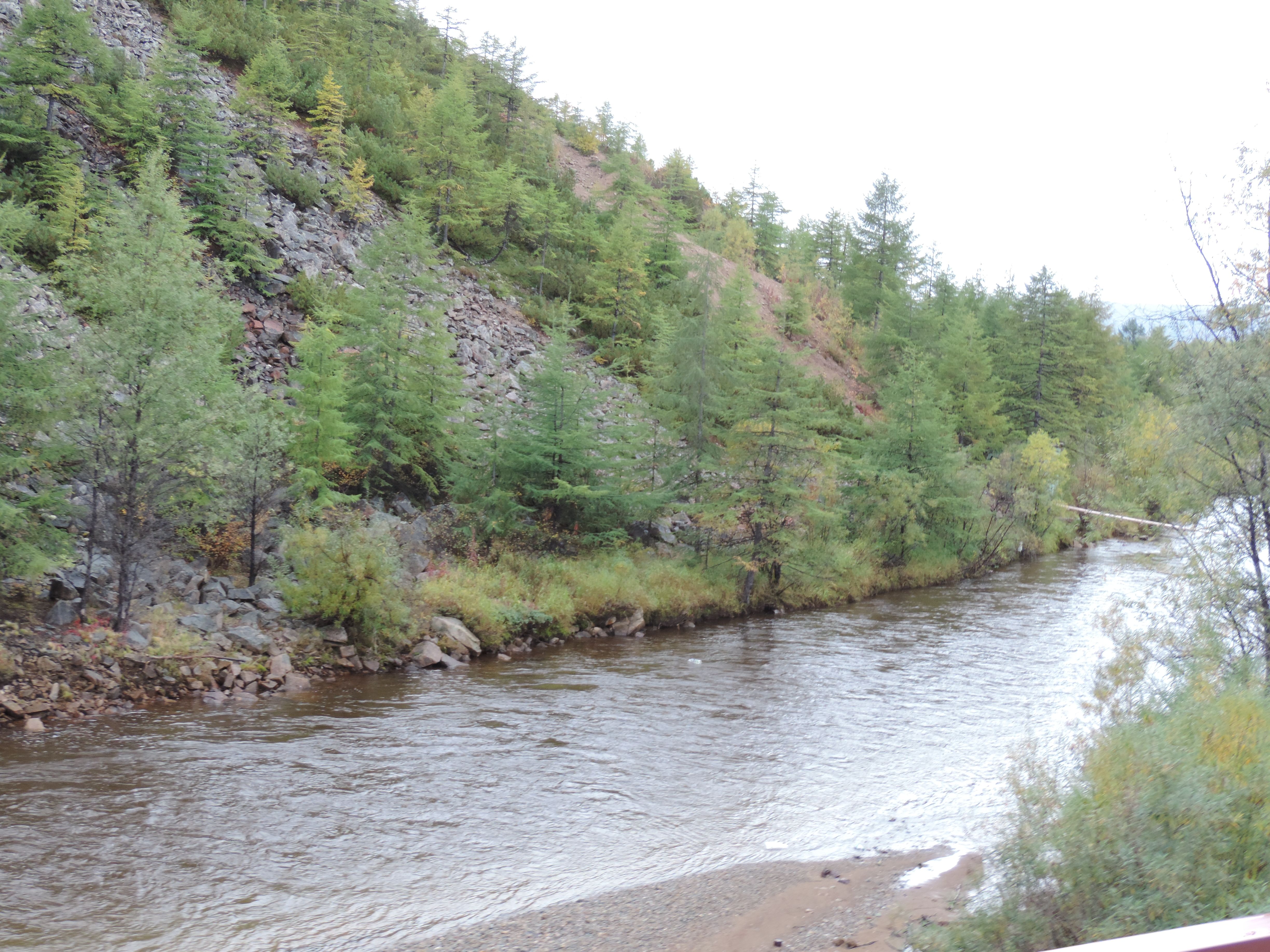
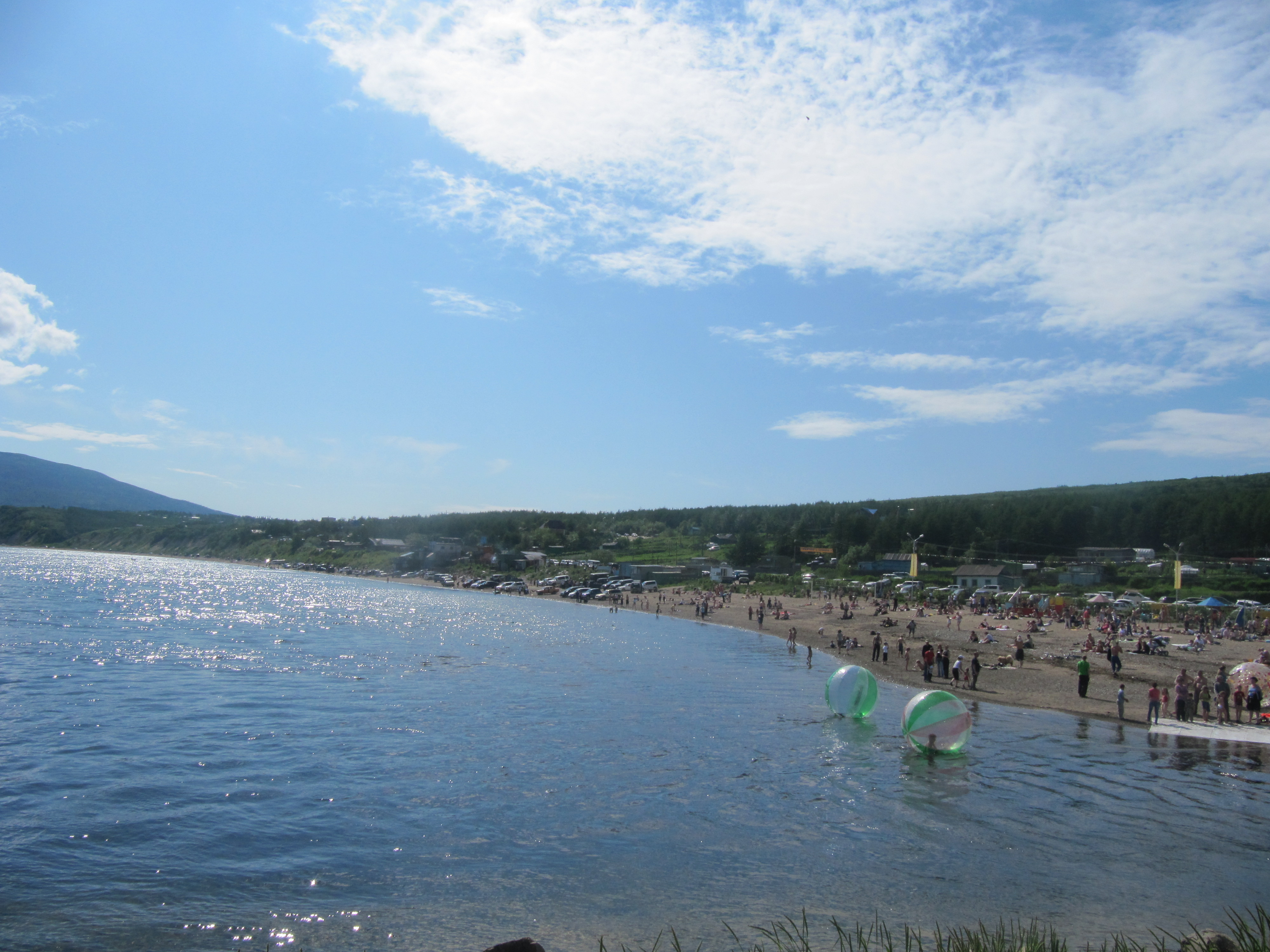
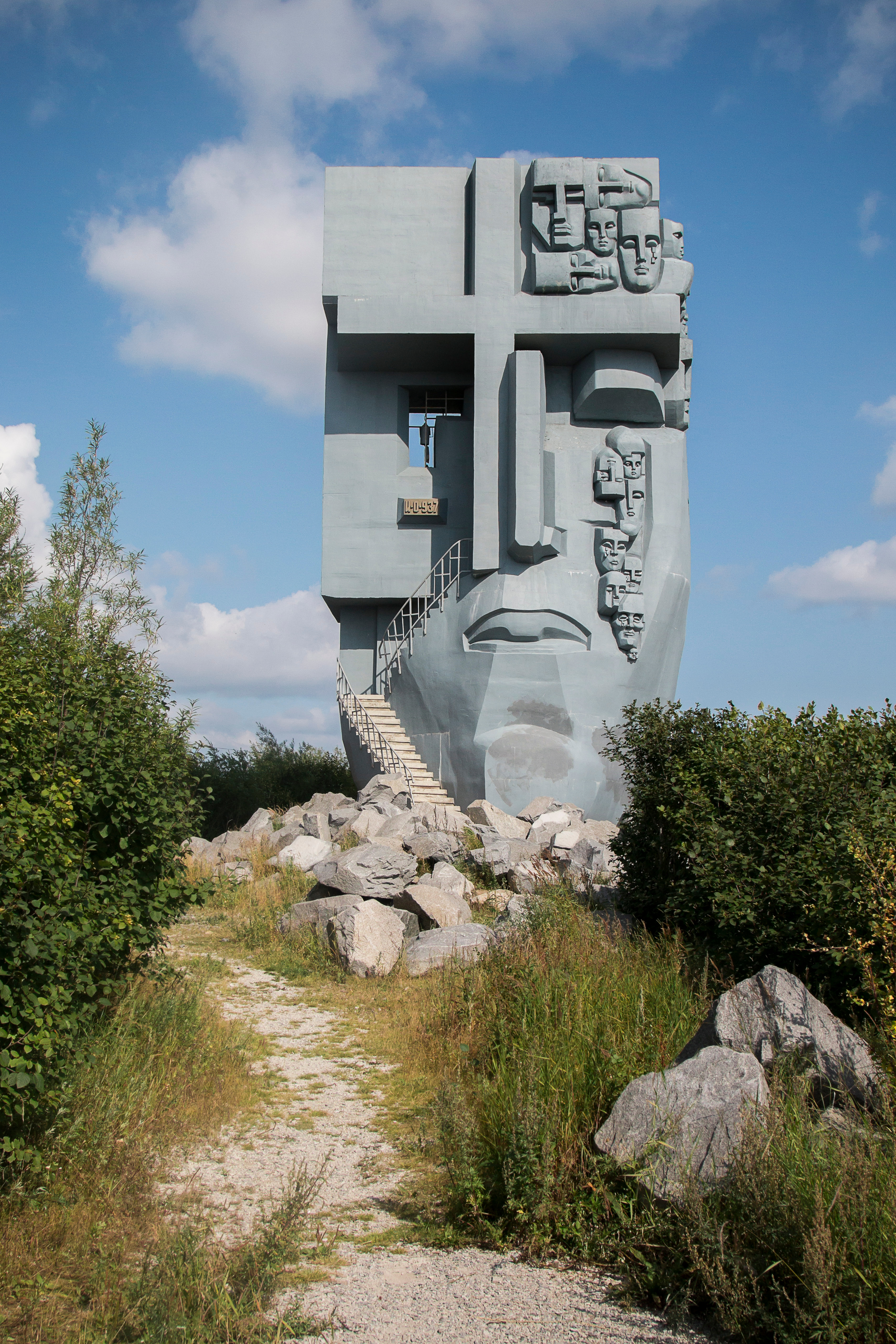
Máscara del Duelo

## Administración
Magadán es el centro administrativo del óblast. En el marco de las divisiones administrativas, es, junto con los asentamientos de tipo urbano de Sókol y Uptar –incorporadas como la ciudad de importancia óblast de Magadán– una unidad administrativa con el estatus igual al de los distritos. Como división municipal, la ciudad de importancia de óblast de Magadán se incorpora como el ókrug urbano de Magadán.

## Geografía
Magadán se encuentra situada alrededor de las colinas en las orillas de la bahía Taui en el mar de Ojotsk, en el istmo que une la península Stáritskogo entre las bahías Nagáyeva y Gertner.

### Clima
El clima de Magadán es subártico. Los inviernos son largos y fríos, con solo seis meses con temperaturas por encima de los 0 °C y suavizados por el mar de Ojotsk. El verano es corto y fresco con vientos frecuentes. Hielo y tundra son el paisaje de la región. Las temperaturas costeras en el mar de Ojotsk oscilan los entre -22 °C de enero y los 12 °C de julio. Las temperaturas del interior oscilan entre los -38 °C de enero y los 16 °C de julio.
| Parámetros climáticos promedio de Magadán (1991-2020) | Parámetros climáticos promedio de Magadán (1991-2020) | Parámetros climáticos promedio de Magadán (1991-2020) | Parámetros climáticos promedio de Magadán (1991-2020) | Parámetros climáticos promedio de Magadán (1991-2020) | Parámetros climáticos promedio de Magadán (1991-2020) | Parámetros climáticos promedio de Magadán (1991-2020) | Parámetros climáticos promedio de Magadán (1991-2020) | Parámetros climáticos promedio de Magadán (1991-2020) | Parámetros climáticos promedio de Magadán (1991-2020) | Parámetros climáticos promedio de Magadán (1991-2020) | Parámetros climáticos promedio de Magadán (1991-2020) | Parámetros climáticos promedio de Magadán (1991-2020) | Parámetros climáticos promedio de Magadán (1991-2020) |
| Mes                                                   | Ene.                                                  | Feb.                                                  | Mar.                                                  | Abr.                                                  | May.                                                  | Jun.                                                  | Jul.                                                  | Ago.                                                  | Sep.                                                  | Oct.                                                  | Nov.                                                  | Dic.                                                  | Anual                                                 |
| ----------------------------------------------------- | ----------------------------------------------------- | ----------------------------------------------------- | ----------------------------------------------------- | ----------------------------------------------------- | ----------------------------------------------------- | ----------------------------------------------------- | ----------------------------------------------------- | ----------------------------------------------------- | ----------------------------------------------------- | ----------------------------------------------------- | ----------------------------------------------------- | ----------------------------------------------------- | ----------------------------------------------------- |
| Temp. máx. abs. (°C)                                  | 2.4                                                   | 3.2                                                   | 5.8                                                   | 9.7                                                   | 22.3                                                  | 24.5                                                  | 27.8                                                  | 26.1                                                  | 20.2                                                  | 13.8                                                  | 6.6                                                   | 3.6                                                   | 27.8                                                  |
| Temp. máx. media (°C)                                 | -13.3                                                 | -12.5                                                 | -7.5                                                  | -1.1                                                  | 5.4                                                   | 11.5                                                  | 15.1                                                  | 15.1                                                  | 10.8                                                  | 2.1                                                   | -7.0                                                  | -12.3                                                 | 0.5                                                   |
| Temp. media (°C)                                      | -15.6                                                 | -15.4                                                 | -10.9                                                 | -4.1                                                  | 2.2                                                   | 8.0                                                   | 12.1                                                  | 12.2                                                  | 7.8                                                   | -0.7                                                  | -9.5                                                  | -14.5                                                 | -2.4                                                  |
| Temp. mín. media (°C)                                 | -17.8                                                 | -17.8                                                 | -13.9                                                 | -6.9                                                  | -0.2                                                  | 5.5                                                   | 9.9                                                   | 9.9                                                   | 5.3                                                   | -3.0                                                  | -11.7                                                 | -16.6                                                 | -4.8                                                  |
| Temp. mín. abs. (°C)                                  | -34.6                                                 | -33.3                                                 | -30.8                                                 | -23.5                                                 | -10.8                                                 | -3.0                                                  | 2.0                                                   | -1.0                                                  | -6.3                                                  | -21.1                                                 | -26.9                                                 | -37.0                                                 | -37.0                                                 |
| Precipitación total (mm)                              | 18                                                    | 14                                                    | 21                                                    | 24                                                    | 40                                                    | 52                                                    | 67                                                    | 102                                                   | 85                                                    | 75                                                    | 61                                                    | 27                                                    | 586                                                   |
| Nevadas (cm)                                          | 26                                                    | 24                                                    | 25                                                    | 24                                                    | 9                                                     | 0                                                     | 0                                                     | 0                                                     | 0                                                     | 5                                                     | 23                                                    | 31                                                    | 167                                                   |
| Días de lluvias (≥ 1 mm)                              | 0.1                                                   | 0.3                                                   | 0.3                                                   | 2                                                     | 11                                                    | 17                                                    | 21                                                    | 20                                                    | 19                                                    | 10                                                    | 2                                                     | 0.1                                                   | 102.8                                                 |
| Días de nevadas (≥ 1 mm)                              | 16                                                    | 16                                                    | 16                                                    | 17                                                    | 12                                                    | 0                                                     | 0                                                     | 0                                                     | 1                                                     | 14                                                    | 19                                                    | 16                                                    | 127                                                   |
| Horas de sol                                          | 74                                                    | 127                                                   | 225                                                   | 228                                                   | 199                                                   | 217                                                   | 184                                                   | 169                                                   | 148                                                   | 131                                                   | 82                                                    | 41                                                    | 1825                                                  |
| Humedad relativa (%)                                  | 65                                                    | 64                                                    | 65                                                    | 71                                                    | 78                                                    | 82                                                    | 86                                                    | 83                                                    | 78                                                    | 69                                                    | 66                                                    | 64                                                    | 72.6                                                  |
| Fuente n.º 1: Погода и Климат                         |                                                       |                                                       |                                                       |                                                       |                                                       |                                                       |                                                       |                                                       |                                                       |                                                       |                                                       |                                                       |                                                       |
| Fuente n.º 2: NOAA (sunshine)                         |                                                       |                                                       |                                                       |                                                       |                                                       |                                                       |                                                       |                                                       |                                                       |                                                       |                                                       |                                                       |                                                       |

## Economía
La construcción naval y la pesca son las principales industrias de Magadán. La ciudad tiene un puerto de mar (completamente navegable de mayo a diciembre) y un pequeño aeropuerto internacional, el Aeropuerto Internacional de Magadán-Sókol. También hay un pequeño aeropuerto cercano, Magadán 13. La tristemente célebre Autopista de Kolimá sin pavimentar conduce desde Magadán a la rica región de las minas de oro de la parte alta del río Kolymá y luego a Yakutsk.
Magadán es un enclave muy aislado. La ciudad más cercana a disposición por carretera es Yakutsk, a 2 000 kilómetros de distancia a través de un camino de tierra que se utiliza mejor en el invierno, sobre todo porque no hay un puente sobre el río Lena en Yakutsk. Las dos opciones son: ferry desde Nizhni Bestyaj durante el verano, cuando el resto del camino puede no ser aceptable debido al agua estancada, o sobre el hielo en el final del invierno.
Las principales fuentes de ingresos para la economía local son la minería de oro y la pesca. Recientemente, la producción de oro ha disminuido. La producción pesquera, aunque mejora de año en año, es todavía muy por debajo de las cuotas asignadas, al parecer como resultado de una flota en envejecimiento. Otras industrias locales incluyen plantas de pasta y embutidos y una destilería. Aunque la agricultura es difícil debido a la dureza del clima, hay muchas empresas agrícolas públicas y privadas.

## Ciudadanos ilustres
- Yelena Välbe (n. 1968), esquiadora.
- Pável Vinográdov, cosmonauta.
- Dmitri Ipátov, saltador de esquí.
- Sasha Luss, topmodel y actriz.

## Cultura popular
Magadán fue una de las etapas de la Long Way Round, rodada por el actor escocés Ewan McGregor y Charley Boorman, que recorrieron 30 577,53 kilómetros desde Londres a Nueva York en motocicleta.
En el videojuego Call of Duty: Black Ops, en la segunda misión, uno de los prisioneros fugitivos del Gulag de Vorkutá es conocido con el sobrenombre de "el gigante de Magadán".

## Ciudades hermanadas
- Anchorage, Estados Unidos, desde 1991
- Tonghua, China, desde 1992
- Jelgava, Letonia, desde 2006